# 李杜祠
李杜祠位於四川省綿陽市涪城区，文物遺址年代判定為清。1991年4月16日公佈為四川省第三批文物保護單位。